# Gieorgij Szuwajew
Gieorgij Iwanowicz Szuwajew, ros. Георгий Иванович Шуваев (ur. 6 maja 1969 w Starym Oskole, zm. 1 października 2022 na Ukrainie) – szef wojsk rakietowych i artylerii 1 Gwardyjskiej Armii Pancernej Zachodniego Okręgu Wojskowego Sił Zbrojnych Federacji Rosyjskiej, pułkownik. 
Został umieszczony na liście przestępców wojennych, publikowanej przez Główny Zarząd Wywiadu Ministerstwa Obrony Ukrainy. 
Służbę wojskową rozpoczął 1 sierpnia 1986; w 2000 ukończył Michajłowską Wojskową Akademię Artyleryjską w Petersburgu. W latach 2013–2019 był dowódcą 288 brygady artylerii w Mulino, wchodzącej w skład 1 Gwardyjskiej Armii Pancernej. Od 2019 był szefem wojsk rakietowych i artylerii tej armii. 
Według strony ukraińskiej był bezpośrednio zaangażowany w inwazję wojskową na Ukrainę i zaangażowany w planowanie użycia masowego ciężkiego uzbrojenia ofensywnego przez jednostki artyleryjskie 1 Armii Pancernej podczas ostrzału osad; jego podwładni dokonywali ostrzału miast i wsi w rejonie Sumy i Charkowa, co doprowadziło do znacznych strat wśród ludności cywilnej.
Zginął 1 października 2022 podczas rosyjskiej inwazji na Ukrainę.